# Dmitrij Kuskow
Dmitrij Płatonowicz Kuskow (ros. Дмитрий Платонович Кусков; ur. 14 grudnia 1876 w Petersburgu, zm. 11 października 1956 w Nicei) – rosyjski strzelec sportowy, olimpijczyk.
Brał udział w igrzyskach olimpijskich w 1912 roku, startując łącznie w 6 konkurencjach. Najwyższe miejsce indywidualnie zajął w strzelaniu z pistoletu dowolnego z 50 metrów, w którym uplasował się na 19. miejscu. W dwóch drużynowych konkurencjach zajmował miejsca siódme i dziewiąte (odpowiednio: karabin dowolny, trzy postawy, 300 m i karabin wojskowy). W pozostałych konkurencjach indywidualnych plasował się w piątej i szóstej dziesiątce.